# Sister (pastiglie)
Sister (pastiglie) è un singolo della rapper italiana Chadia Rodríguez, pubblicato il 5 ottobre 2018 come quarto estratto dal primo EP Avere 20 anni.

## Descrizione
La canzone è ispirata a Pastiglie dei Prozac+.

## Tracce
1. Sister (pastiglie) – 4:03